# Revolución Iglesista
La revolución Iglesista fue un movimiento político-militar dirigido por José María Iglesias en 1876 para impedir que Sebastián Lerdo de Tejada fuera nombrado presidente de nueva cuenta. 

## Antecedentes
El 26 de septiembre de 1876 y durante la revolución de Tuxtepec, la Cámara de Diputados declaró que Sebastián Lerdo de Tejada había sido reelecto como presidente de México. Por tal motivo, y ante las evidencias de un claro fraude electoral, José María Iglesias desconoció el resultado de las elecciones, siendo él el sustituto legal en su calidad de presidente de la Suprema Corte de Justicia y Vicepresidente de la República. Iglesias dirigió un oficio el 27 de septiembre a la Suprema Corte de Justicia expresando que consideraba interrumpido el orden constitucional, adhiriéndose a tal documento los magistrados Alas, Ramírez, Montes, García Ramírez y Guzmán, dejando de concurrir al tribunal en lo posterior. 
Pocos días después, Alas, Ramírez y Guzmán fueron enviados a prisión por orden de Lerdo. Por tal motivo, Iglesias salió ocultamente de la capital para Guanajuato, donde fue reconocido como Presidente de la República por el general Florencio Antillón, quien era gobernador del estado, así como por el general Trinidad García de la Cadena y por otros militares, inspirado por Ignacio Mejía y por el general José Cevallos Cepeda, jefe militar de Jalisco. Los gobernadores de los estados de Guanajuato, Querétaro, Colima, Guerrero, Zacatecas, San Luis Potosí, Jalisco, Sinaloa y Sonora apoyaron a Iglesias.

## Combates
Entonces, Iglesias expidió un manifiesto en Salamanca y organizó su Gabinete presidencial, nombrando ministros al general Felipe Berriozábal, de Guerra; a Emilio Velasco, de Hacienda; a Francisco Gómez Palacio y Bravo, de Relaciones; a Joaquín Alcalde, de Fomento, y a Guillermo Prieto, y luego a Alfonso Lancaster Jones, de Justicia.
Las negociaciones entabladas entre porfiristas e iglesistas, con el fin de llegar a un arreglo terminaron pues Iglesias se negó a reconocer el Plan de Tuxtepec. El general Díaz asumió el Poder Ejecutivo y organizó su gabinete antes de emprender su campaña para derrotar a los iglesistas, dejando de interino a Juan N. Méndez el 6 de diciembre.
Iglesias salió de Querétaro, y luego de sostener una entrevista con el general Díaz en la hacienda de la Capilla, se dirigió a Guadalajara, donde el 2 de enero de 1877 expidió un nuevo manifiesto, y después de la Batalla de Unión de los Adobes, en la que el general Martínez derrotó con gran facilidad al general Florencio Antillón, que mandaba el grueso de las fuerzas iglesistas, Iglesias se dirigió a Manzanillo, al lado de sus ministros y del general José Cevallos Cepeda, donde se embarcó el 17 para los Estados Unidos.